# Leea compactiflora
Leea compactiflora är en vinväxtart som beskrevs av Wilhelm Sulpiz Kurz. Leea compactiflora ingår i släktet Leea och familjen vinväxter. Inga underarter finns listade i Catalogue of Life.